# Sineleotris chalmersi
Sineleotris chalmersi är en fiskart som först beskrevs av Nichols och Pope 1927.  Sineleotris chalmersi ingår i släktet Sineleotris och familjen Odontobutidae. IUCN kategoriserar arten globalt som livskraftig. Inga underarter finns listade i Catalogue of Life.